# Mont Tauch
 (février 2012).
Si vous disposez d'ouvrages ou d'articles de référence ou si vous connaissez des sites web de qualité traitant du thème abordé ici, merci de compléter l'article en donnant les références utiles à sa vérifiabilité et en les liant à la section « Notes et références ».
Le mont Tauch est une montagne située dans le département français de l'Aude à proximité des Pyrénées-Orientales sur son versant sud.
Le massif appartient au parc naturel régional Corbières-Fenouillèdes.

## Géographie
Appelé parfois à tort pic de Tauch, il s'agit d'une serre, c'est-à-dire une montagne de forme allongée ayant au sommet une sorte de table d'environ quatre kilomètres de long et 500 mètres de large ; sa hauteur est assez constante, le point le plus haut se situe à 920 mètres au pech de Fraysse. Elle domine de 200 à 300 m environ les sommets les plus hauts qui l'environnent. Il faut aller à plus de dix kilomètres vers l'ouest pour trouver deux crêtes des Corbières aussi élevées.
Le mont Tauch est un sommet des Hautes Corbières. Sa végétation est constituée de garrigue, de chênes verts, et de végétation de type méridionale d'altitude.
Sur le long de ses flancs coulent plusieurs cours d'eau, dont le Verdouble, principal affluent de l'Agly, fleuve côtier qui se jette dans la Méditerranée au Barcarès.
Quand on regarde le Tauch de loin depuis le sud, on a comme l'impression de voir un large et imposant podium, ou aussi l'étrave d'un navire sur des flots représentés par les autres hauteurs des Corbières environnantes.

### Communes limitrophes
Le Tauch, comme il est nommé communément dans la région, est entouré de communes construites sur son pourtour, avec, dans le sens horaire, à partir du nord : Palairac, Tuchan, Paziols, Padern, Montgaillard et Maisons.

## Histoire
Au sommet du Tauch se trouve la tour des Géographes, construite en 1791, au lendemain de la Révolution par un groupe d'astronomes (Jean-Baptiste Delambre et Pierre Méchain) chargé par l'académie des sciences de mesurer avec précision le  méridien de Dunkerque à Barcelone, c'est ainsi que le mètre étalon, standard de mesure, a pu exister,.
On peut aussi remarquer, sur les flancs du mont Tauch, la chapelle Notre-Dame de Faste. La légende dit que les marins perdus en mer apercevaient brusquement une lumière sur le mont Tauch.

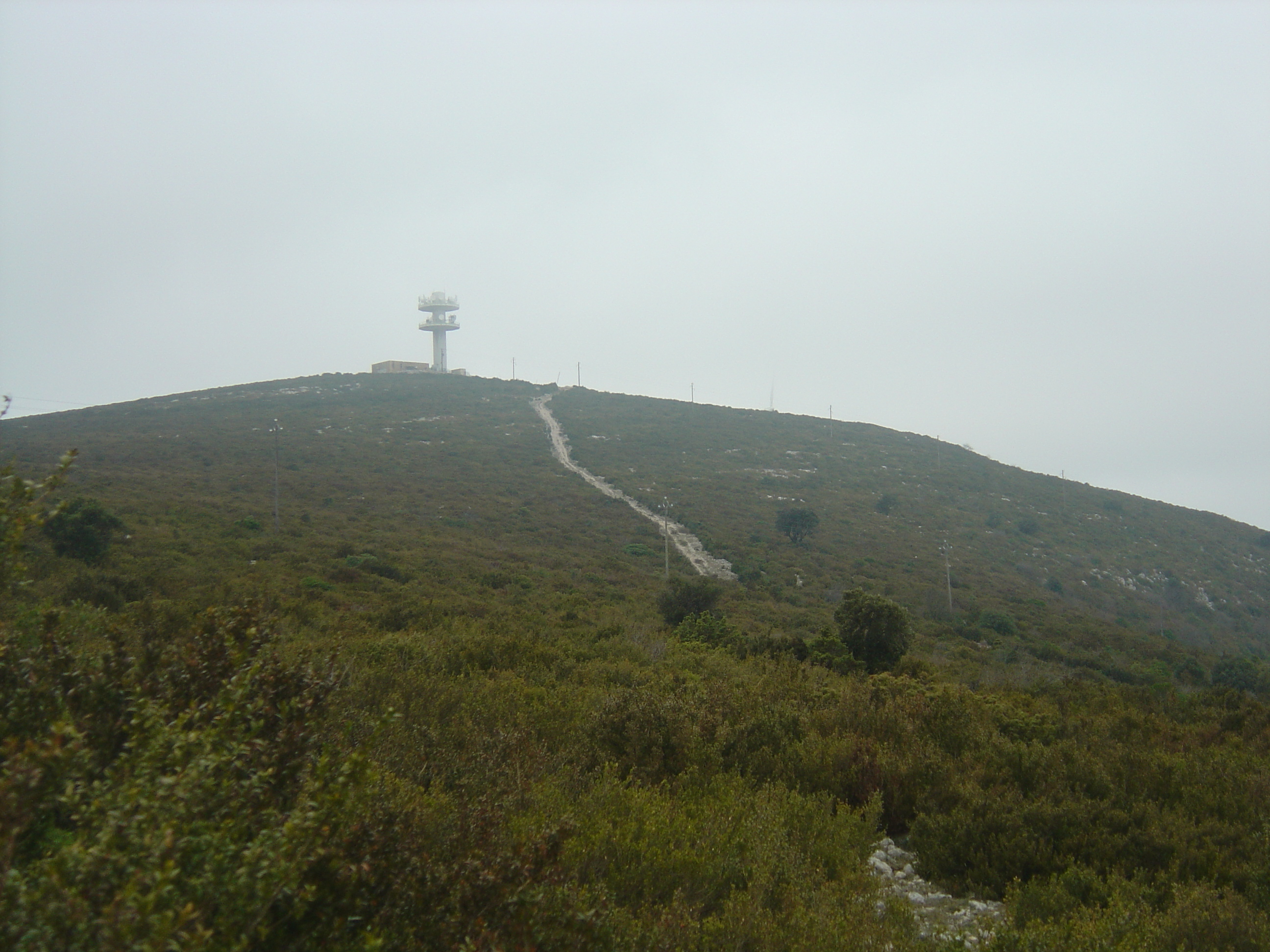
La tour des Géographes (879 m).
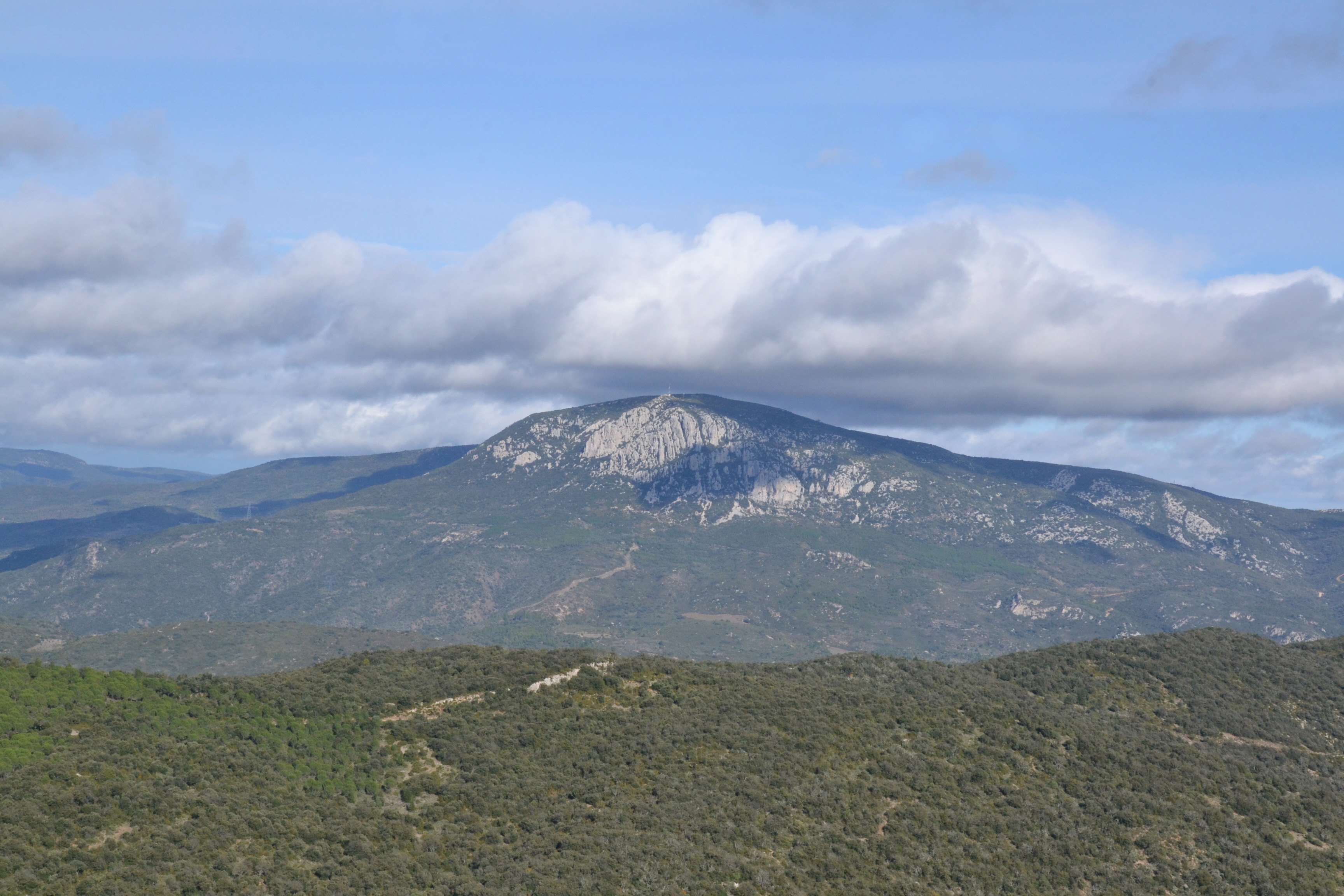
Le pech de Fraysse, vu du sud.
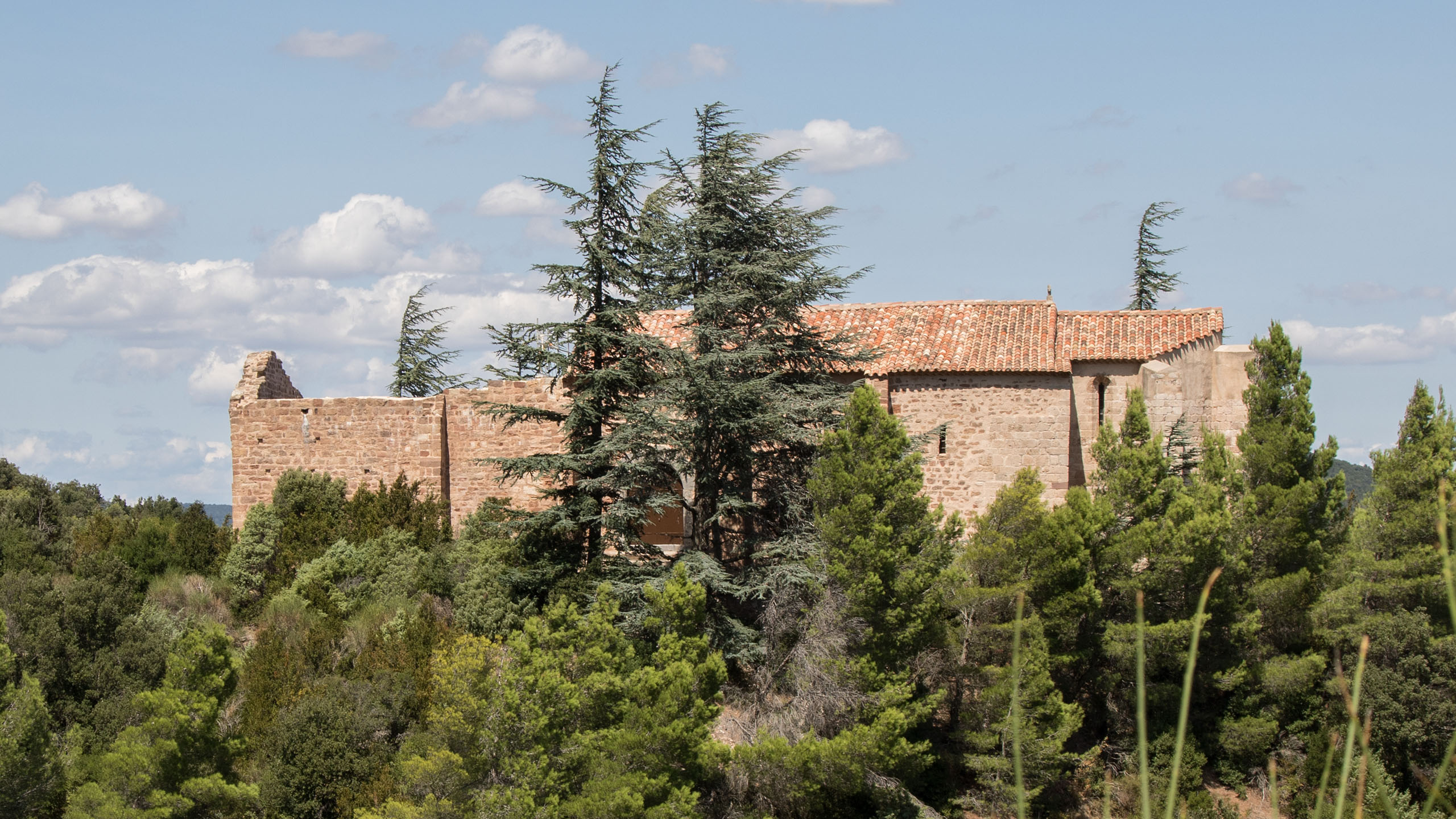
Église Notre-Dame de Faste en 2017.
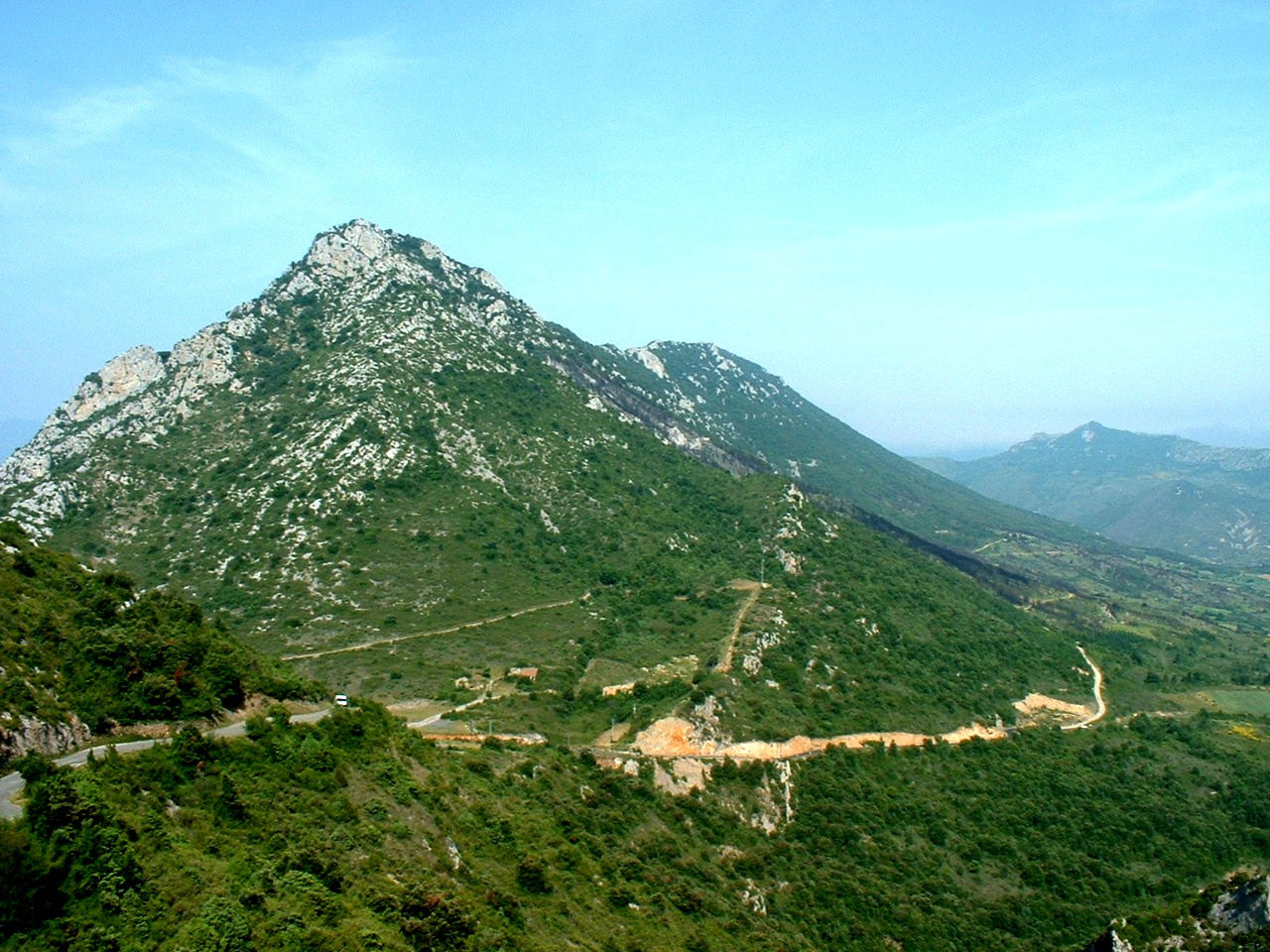
Le pech de Fraysse, point culminant à l'extrémité sud du mont (917 m).

## Châteaux
Le lieu a certainement été un endroit stratégique dans l'ancien temps, ce n'est pas par hasard qu'il y a une grande profusion de châteaux tout autour du Tauch.
Le Peyrepertuzès (Pagus Petrapertusensis) tire son nom du château de Peyrepertuse ; sa circonscription correspond aux cantons de Tuchan et de Mouthoumet. Au XIIIe siècle ce pagus sert à former, le Termenès et la viguerie de Peyrepertuse, dont faisait partie Laroque-de-Fa.
Les principaux châteaux sont Aguilar, Pardern, Villerouge-Termenès, Quéribus, Peyrepertuse, Termes, Dufort.

## Activités

### Sport
Le Tauch est aussi un lieu de sport unique dans la région, chemin de grande randonnée, parcours de VTT, envol de deltaplanes, parapente, etc.
Il existait aussi une épreuve sportive de cyclisme dénommée « l'Enfer du Mont Tauch », qui s'est déroulée de 2002 à 2010 et consistait à parcourir 100 à 150 kilomètres autour des communes qui se situent autour du mont Tauch puis de monter en ascension finale l'un des sommets de la montagne du Tauch, la Tour des Géographes (879 m). Depuis la cave vinicole de Tuchan (177 m), cette dernière montée sur une route étroite a un profil de 7,8 km à 9 % mais irrégulier avec des replats et courtes descentes mais aussi des raidillons à 18 et 20 %.

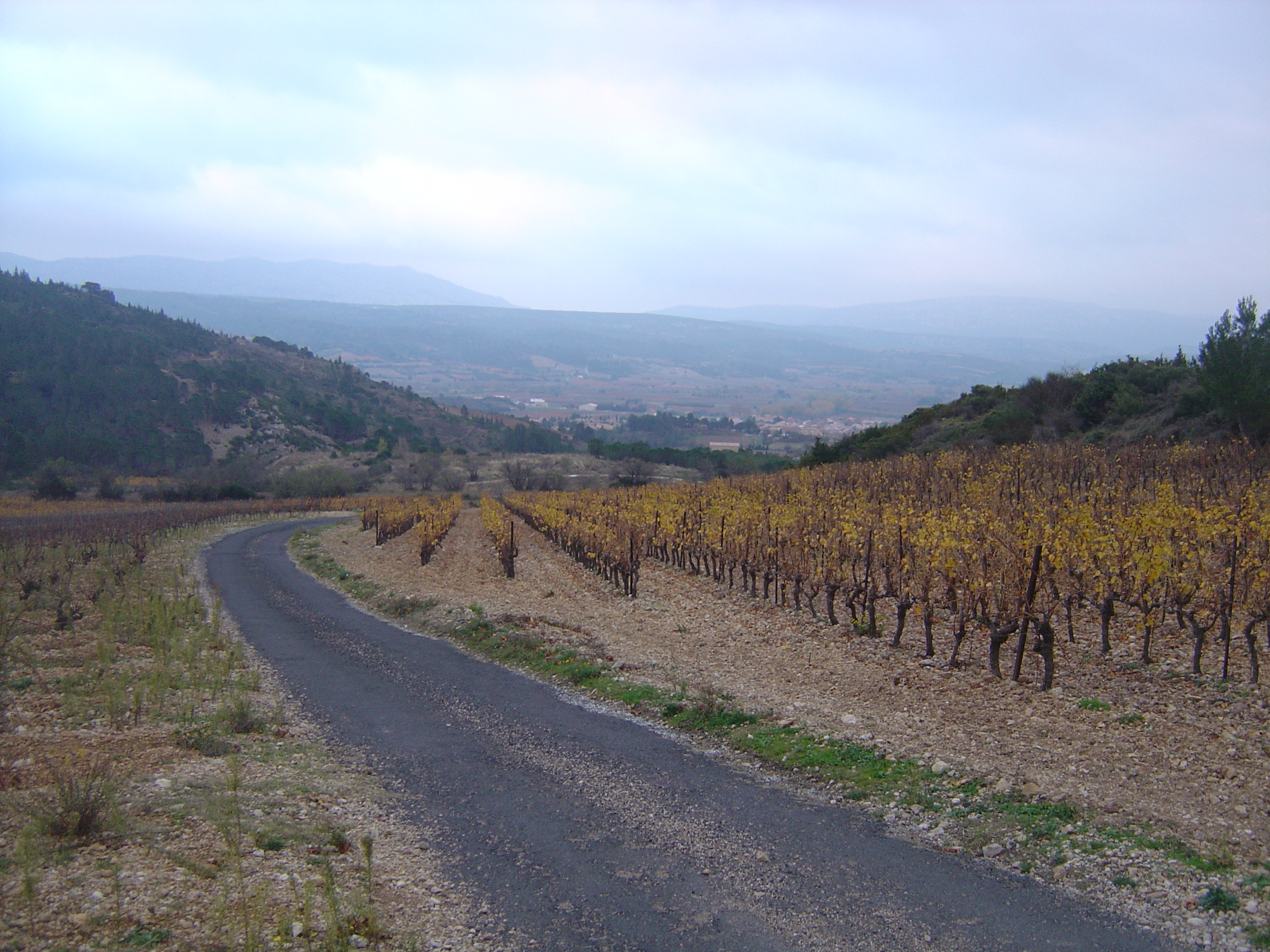
En arrière, le début de l'ascension à travers les vignes de Tuchan.
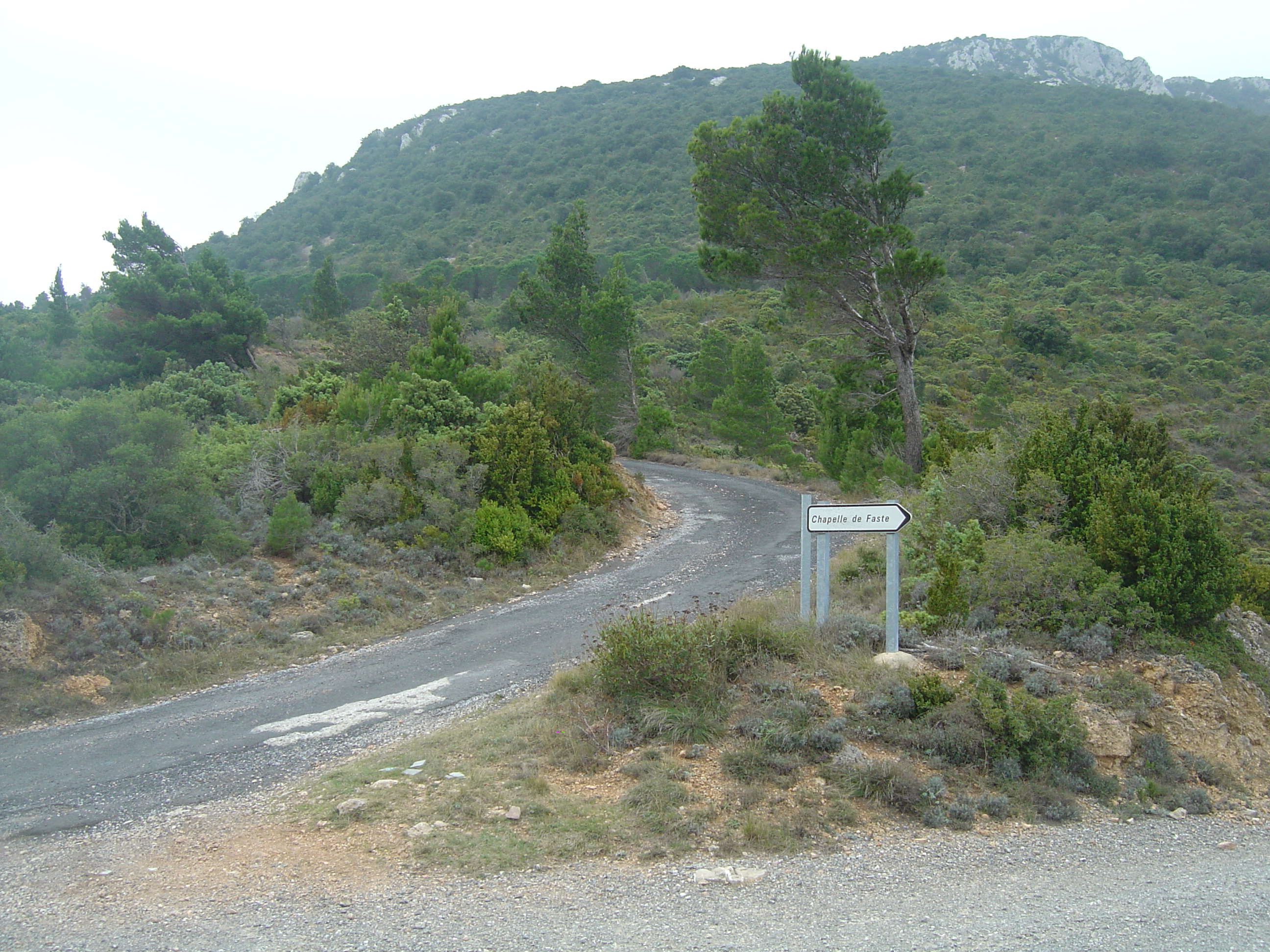
Un passage à 20 % suit le croisement avec le chemin allant à l'église Notre-Dame de Faste.
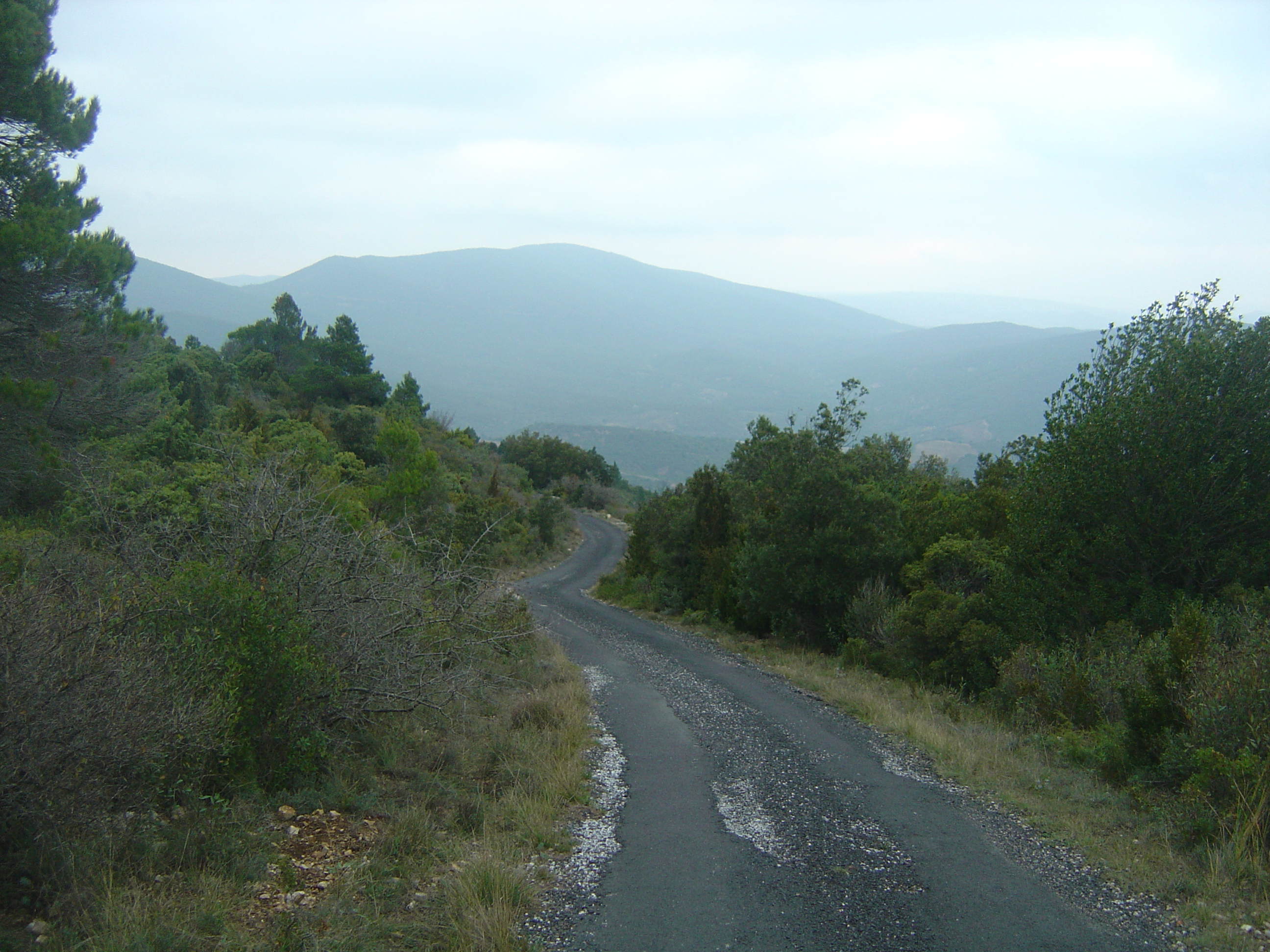
En arrière, un passage à 18 %.

### Économie

#### Viticulture
Le mont Tauch est devenu une appellation commerciale déposée et utilisée par les vignerons de Tuchan et de Paziols pour commercialiser leur fameux vin de Fitou (AOC) dont ces communes sont productrices.

#### Éolien
Depuis 2001, cinq éoliennes ont été implantées au sommet du mont Tauch, suivies de dix autres en 2002 et de trois autres en 2009. Le premier permis de construire a été délivré en 1996, confirmé en 2000, le tout avec l'accord des autorités locales du Canton et de la DIREN.
Les éoliennes ne sont pas visibles de la localité de Tuchan, la commune étant indemnisée financièrement sur la quantité d'électricité produite.

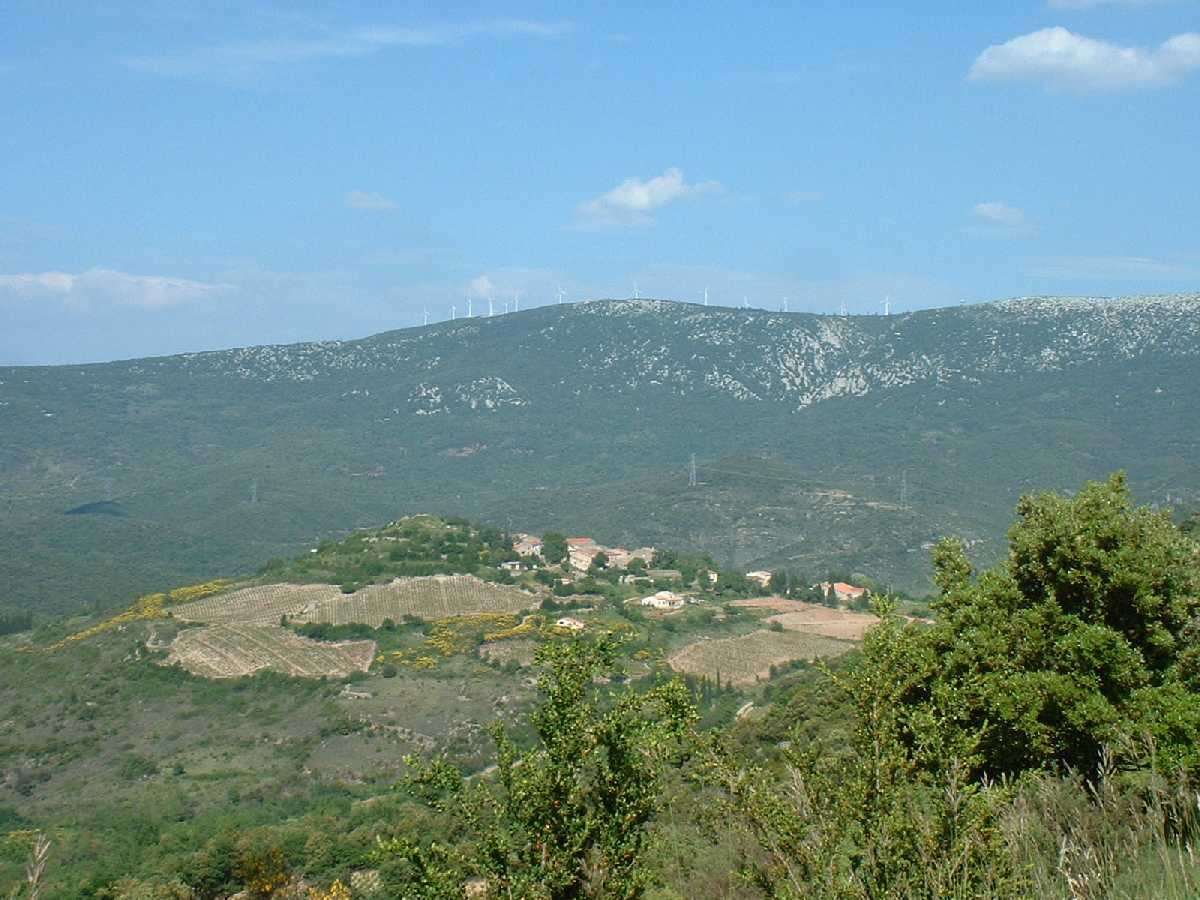
Le mont Tauch et ses éoliennes.
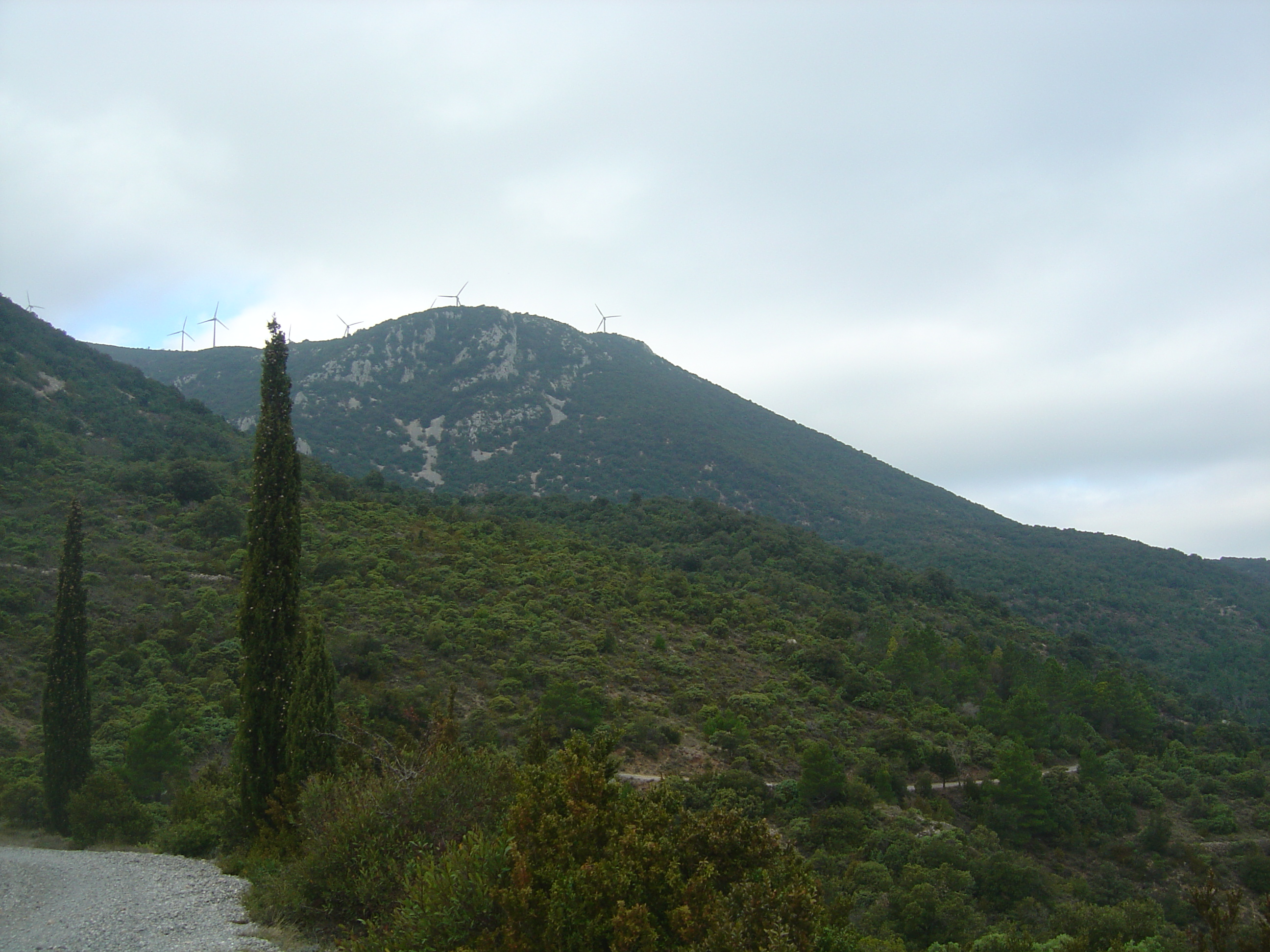
Vue sur les éoliennes du mont Tauch depuis le croisement entre la route montant à la tour des Géographes et le chemin allant à la chapelle de Notre-Dame du Faste.
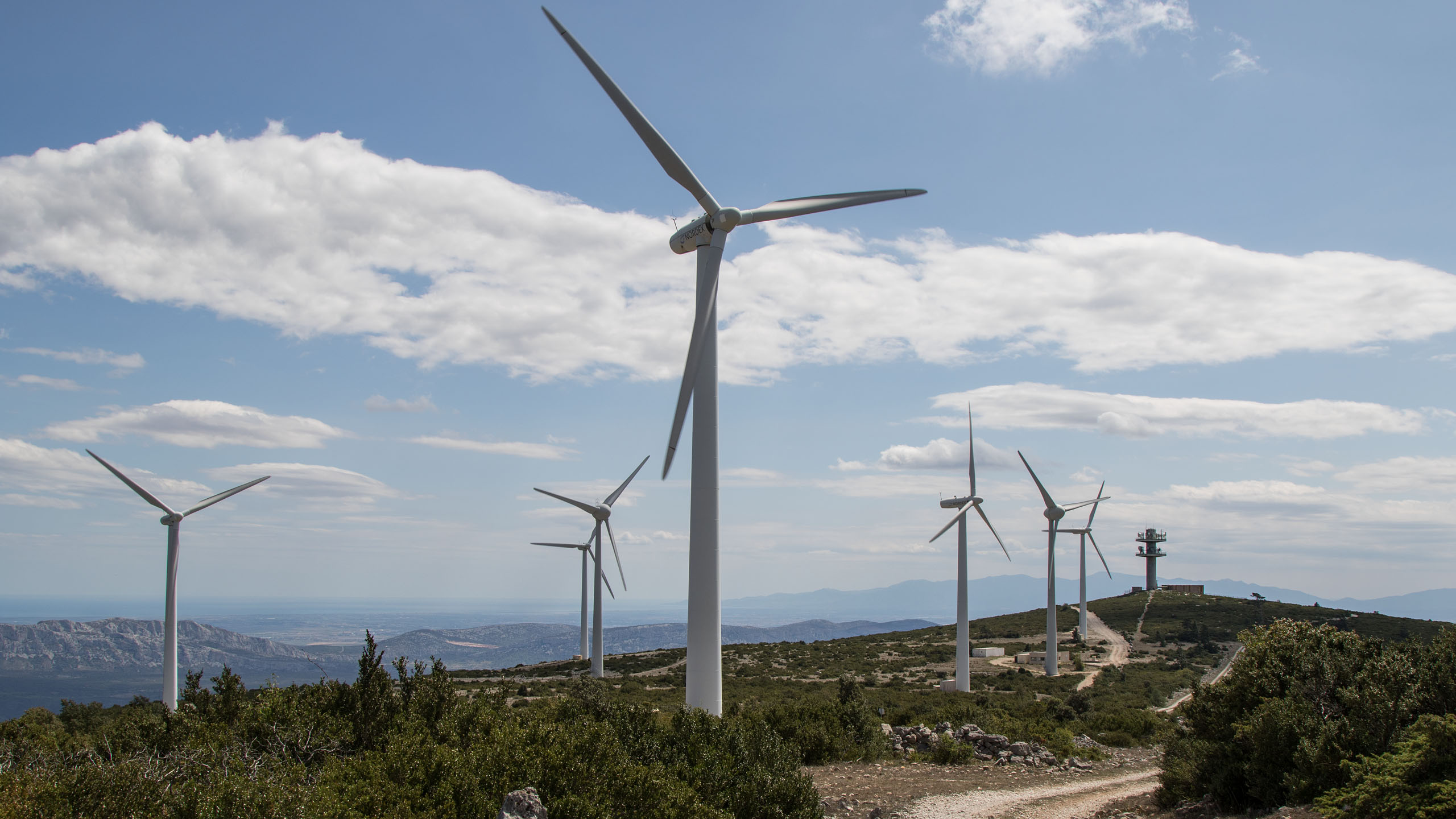
Éoliennes vues vers le sud, au loin la tour des Géographes.
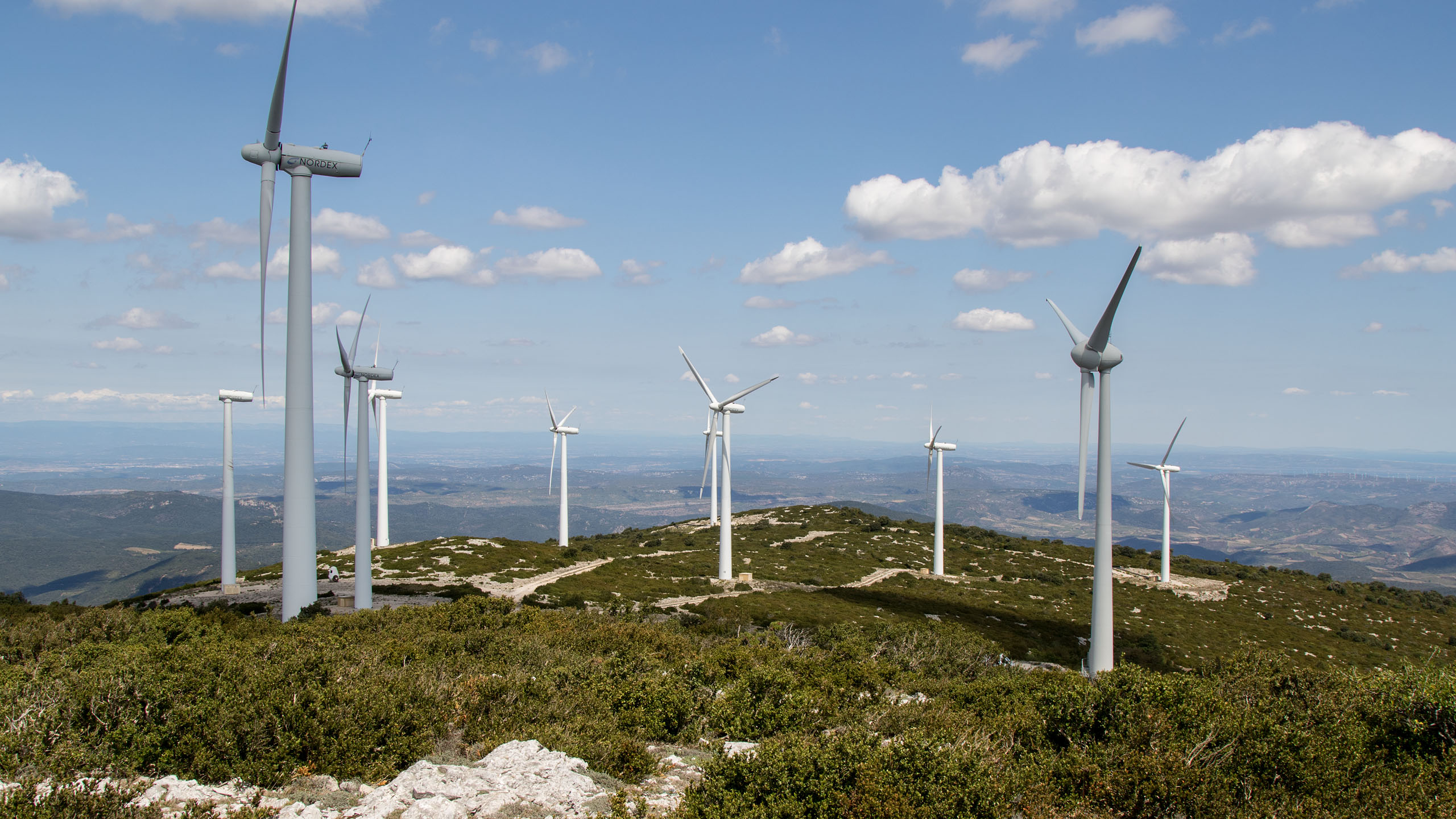
Éoliennes vues vers le nord.